# Карим Сабахедин
Карим Сабахедин (арап. کریم صباح الدین, латинизовано Karim Sabaheddine), познат по надимцима Zensa Raggi или Zenza Raggi (Ценза/Ценца Раги/Рађи), рођен 24. октобра 1970. у Казабланки у Мароку, немачки је порнографски глумац и режисер мароканског порекла. Такође се појављује и у другим продукцијама, као нпр. у италијанској и француској. Живео је у и Будимпешти. Наступио је и у филму Кресни ме.

## Каријера
Сабахедин је активан од 1994. године, а по неким изворима 2011. се повукао из индустрије за одрасле. Сабахедин је остварио велики каталог различитих порно филмова, углавном европска хардкор анална порнографија.

## Номинације за награду
- 2009 номинован за награду AVN: [2]
- 2009 номинован за награду AVN: [2]

## Филмографија (делимична)
-{
- Private Video Magazine 8 (1994)
- Triple X 10 (1996)
- Ladro d'amore (1996)
- Amsterdam Nights (1996)
- At the Club (1996)
- Austrian Affairs (1996)
- La Regina degli Elefanti (1997)
- Cindy (1997)
- Francesca: sinfonia anale (1997)
- Sahara (1998)
- I predatori della verginità perduta (1998)
- Nirvanal (1998)
- The Voyeur 13 (1999)
- Scandalo- il presidente (1999)
- Danila Visconti (1999)
- Galaxina (2001)
- L'eredità (2001)
- Orgy World 3 (2002)
- Golden Girls 2 (2003)
- Who's your daddy? (2004)
- Up'r Class (2004)
- Sixpack (2004)
- Party (2004)
- Fino a farmi male (2004)
- She Takes two (2005)
- Belle e impossibili volume 4 (2005)
- My kind of flavor (2005)
- Mission possible (2005)
- Anal School 2 (2005)
- Evil Anal (2006)
- The Art of Ass 5 (2006)
- 5 chattes sauvages (2008)
- Vacances de rêve (2008)
- Dans mon cul (2009)
- Rocco: Animal Trainer 28 (2009)
- EuroAnal chicks (2009)

}-